# Duluth (Minnesota)
Duluth és una població dels Estats Units a l'estat de Minnesota. Segons el cens del 2009 tenia 84.419 habitants.

## Demografia
Segons el cens del 2000, Duluth tenia 86.918 habitants, 35.500 habitatges, i 19.915 famílies. La densitat de població era de 493,3 habitants per km².
Dels 35.500 habitatges en un 26,6% hi vivien nens de menys de 18 anys, en un 41,4% hi vivien parelles casades, en un 11,4% dones solteres, i en un 43,9% no eren unitats familiars. En el 34,5% dels habitatges hi vivien persones soles el 13,3% de les quals corresponia a persones de 65 anys o més que vivien soles. El nombre mitjà de persones vivint en cada habitatge era de 2,26 i el nombre mitjà de persones que vivien en cada família era de 2,9.
Per edats la població es repartia de la següent manera: un 21,3% tenia menys de 18 anys, un 16,2% entre 18 i 24, un 26,1% entre 25 i 44, un 21,3% de 45 a 60 i un 15,1% 65 anys o més.
L'edat mitjana era de 35 anys. Per cada 100 dones de 18 o més anys hi havia 89,7 homes.
La renda mitjana per habitatge era de 33.766 $ i la renda mitjana per família de 46.394 $. Els homes tenien una renda mitjana de 35.182 $ mentre que les dones 24.965 $. La renda per capita de la població era de 18.969 $. Entorn del 8,6% de les famílies i el 15,5% de la població estaven per davall del llindar de pobresa.

## Poblacions més properes
El següent diagrama mostra les poblacions més properes.

## Personatges il·lustres
- Bob Dylan, cantautor i Premi Nobel de Literatura el 2016.